# چه بر سر سولانژ آوردی؟
چه بر سر سولانژ آوردی؟ (ایتالیایی: Cosa avete fatto a Solange?) فیلمی در سبک جالو به کارگردانی ماسیمو دالامانو است که در سال ۱۹۷۲ منتشر شد.

## بازیگران
- فابیو تستی
- کارین بال
- یواخیم فوکسبرگر
- کریستینا گالبو
- کامیل کیتون
- ماریا مونتی
- جانکارلو بادسی
- آنتونیو کازاله
- مارکو ماریانی